# Championnat d'Europe des moins de 19 ans féminin de handball 2011
Navigation
Hongrie 2009 Danemark 2013
Le championnat d'Europe des moins de 19 ans féminin de handball 2011 est la 8e édition du tournoi. Il se déroule aux Pays-Bas du 4 au 14 août 2011. Seules les joueuses nées après le 1er janvier 1992 peuvent participer à la compétition.
Le Danemark devient l'équipe la plus titrée grâce à sa troisième victoire acquise en finale face aux Pays-Bas 29 à 27. L'Autriche complète le podium tandis que la Norvège, tentante du titre, ne termine qu'à la 12e place.

## Résultats

### Tour final
|  | Demi-finales | Demi-finales | Demi-finales | Demi-finales |                               |          | Finale  | Finale  | Finale  | Finale  |
|  |              |              |              |              |                               |          |         |         |         |         |
|  | 13 août      | 13 août      | 13 août      | 13 août      |                               |          | 14 août | 14 août | 14 août | 14 août |
|  | Danemark     | Danemark     | 29           | 29           |                               |          | 14 août | 14 août | 14 août | 14 août |
|  | Danemark     | Danemark     | 29           | 29           |                               |          | 14 août | 14 août | 14 août | 14 août |
|  | Autriche     | Autriche     | 17           | 17           |                               |          | 14 août | 14 août | 14 août | 14 août |
|  | Autriche     | Autriche     | 17           | 17           | Danemark                      | Danemark | 29      | 29      |         |         |
|  | 13 août      |              |              |              | Danemark                      | Danemark | 29      | 29      |         |         |
|  |              |              | Pays-Bas     | Pays-Bas     | 27                            | 27       |         |         |         |         |
|  | Pays-Bas     | Pays-Bas     | Pays-Bas     | Pays-Bas     | 27                            | 27       | 42      | 42      |         |         |
|  | Pays-Bas     | Pays-Bas     |              |              |                               |          |         | 42      |         |         |
|  | Serbie       | Serbie       | 33           | 33           |                               |          |         |         |         |         |
|  | Serbie       | Serbie       | 33           | 33           | Match pour la troisième place |          |         |         |         |         |
|  |              |              |              |              |                               |          |         |         |         |         |
|  | 14 août      |              |              |              |                               |          |         |         |         |         |
|  | Autriche     | Autriche     | 34           | 34           |                               |          |         |         |         |         |
|  | Autriche     | Autriche     | 34           | 34           |                               |          |         |         |         |         |
|  | Serbie       | Serbie       | 28           | 28           |                               |          |         |         |         |         |
|  | Serbie       | Serbie       | 28           | 28           |                               |          |         |         |         |         |

## Le vainqueur
| Champion d'Europe des moins de 19 ans 2011 Danemark 3e victoire |

## Classement final
Le classement final de la compétition est :
| Rang                      | Équipe    |
| ------------------------- | --------- |
| Médaille d'or, monde      | Danemark  |
| Médaille d'argent, monde  | Pays-Bas  |
| Médaille de bronze, monde | Autriche  |
| 4                         | Serbie    |
| 5                         | Suède     |
| 6                         | Roumanie  |
| 7                         | Croatie   |
| 8                         | Espagne   |
| 9                         | Russie    |
| 10                        | France    |
| 11                        | Allemagne |
| 12                        | Norvège   |
| 13                        | Pologne   |
| 14                        | Hongrie   |
| 15                        | Slovénie  |
| 16                        | Ukraine   |

## Statistique et récompenses

### Équipe-type du tournoi
L'équipe-type du tournoi est :
- Meilleure joueuse : Sonja Frey,  Autriche
- Gardienne : Jovana Risović,  Serbie
- Ailière gauche : Fie Woller,  Danemark
- Arrière gauche :  Maria Adler ,  Suède
- Demi-centre : Estavana Polman,  Pays-Bas
- Arrière droite : Louise Burgaard,  Danemark
- Ailière droite : Angela Malestein,  Pays-Bas
- Pivot : Katarina Ježić,  Croatie
- Défenseur : Mathilde Bjerregaard,  Danemark

Meilleure marqueuse
- Lois Abbingh,  Pays-Bas avec 65 buts

## Effectif des équipes sur le podium

### Champion d'Europe:Danemark
Composition de l'équipe:
- Cecilie Greve
- Fie Woller
- Julie Aagaard
- Louise Burgaard
- Lia Biltoft
- Kathrine Heindahl
- Louise Kristensen
- Sofie Thanning Strangholt Johansen
- Mathilde Bjerregaard
- Simone Kristiansen
- Camilla Madsen
- Natasja Clausen
- Anna-Sofie Ernström
- Mathilde Kristensen
- Anne Sofie Hjort
- Anne Mette Pedersen

### Deuxième:Pays-Bas
Composition de l'équipe:
- Tess Wester
- Lois Abbingh
- Celine Michielsen
- Lynn Knippenborg
- Estavana Polman
- Sanne Hoekstra
- Anouk van de Wiel
- Angela Malestein
- Sabrina van der Mast
- Lotte Prak
- Myrthe Schoenaker
- Tamara van der Pijl
- Larissa van Dorst
- Becky van Nijf
- Loren Voor't Hekke
- Melissa Wilmsen

### Troisième:Autriche
Composition de l'équipe:
- Sonja Frey
- Julia Mauler
- Martina Goricanec
- Stefanie Kaiser
- Karla Ivancok
- Christina Belik
- Verena Flöck
- Antonia Therese Kietaibl
- Katharina Kogler
- Alvera Lamprecht
- Vitkoria Mauler
- Valentina Meleschnig
- Jasmine Ramsebner
- Katharina Zahrada